# Margaret Nankabirwa
Margaret Nankabirwa (* 6. Juli 1987 in Nsambya) ist eine ugandische Badmintonspielerin. 

## Karriere
Margaret Nankabirwa startete 2010 bei den Commonwealth Games, schied dort jedoch in der Vorrunde des Badmintonturniers aus. 2009 siegte sie bei den Uganda International, 2010 belegte sie dort Rang zwei ebenso wie bei den Kenya International 2013. Bei der Afrikameisterschaft 2012 erkämpfte sie sich Bronze.